# بانک ملی کانادا

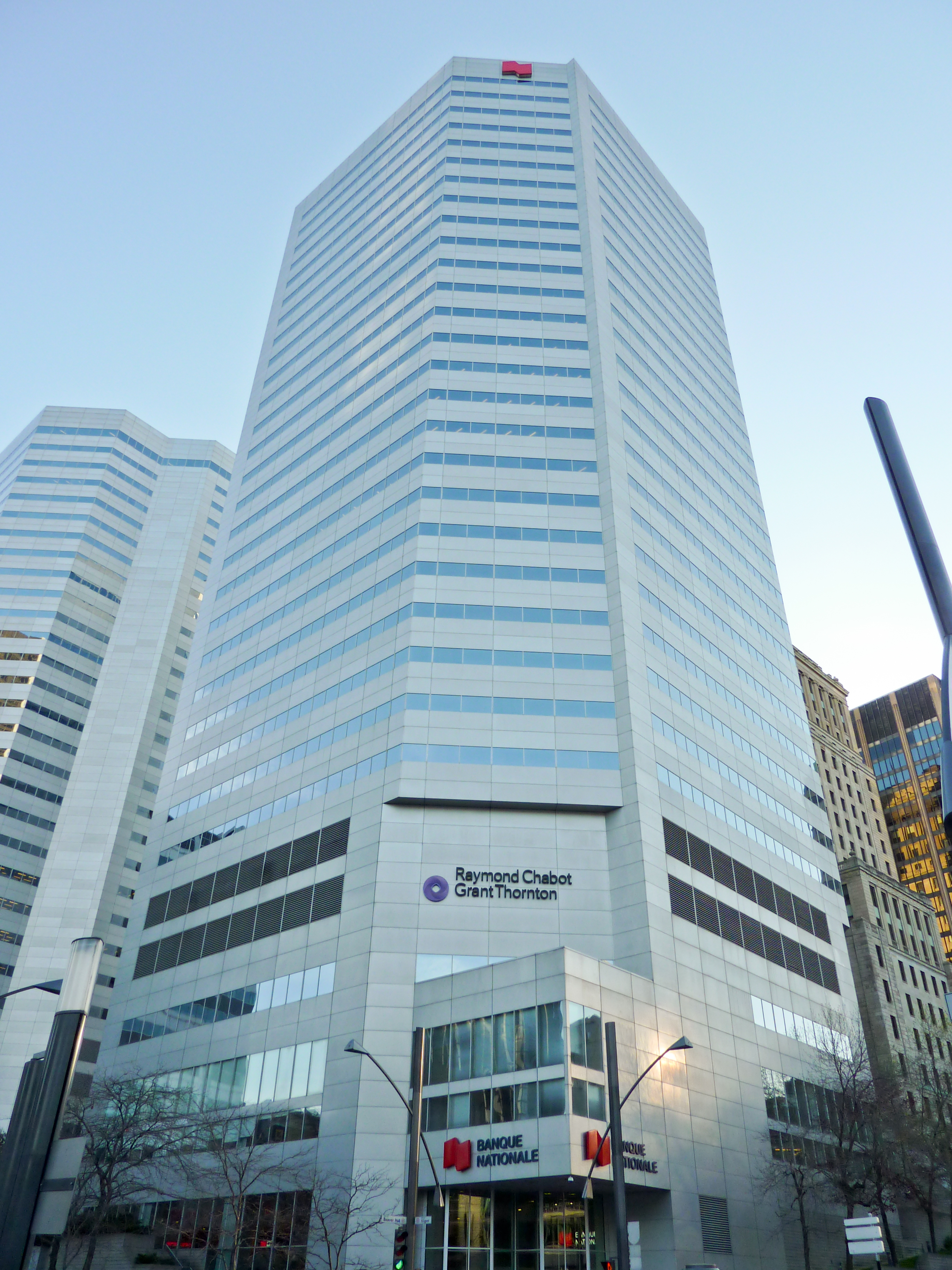
ساختمان شعبه مرکزی بانک ملی کانادا در مونترآل

بانک ملی کانادا (به انگلیسی: National Bank of Canada) شرکت خدمات مالی و بانکداری تجاری کانادایی است، که در زمینه ارائه خدمات بیمه، بانکداری خرد، بانکداری سرمایه‌گذاری و مدیریت سرمایه‌گذاری فعالیت می‌کند، همچنین نخستین ارائه‌کننده کارت‌های اعتباری در کانادا می‌باشد.
بانک ملی کانادا در سال ۱۸۵۹ توسط گروهی از بازرگانان فرانسوی تأسیس شد و در حال حاضر دارای عملیات در کلیه استان‌ها و قلمروهای کانادا می‌باشد و با در اختیار داشتن شبکه‌ای از ۴۴۸ شعبه بانک و ۸۹۳ دستگاه خودپرداز، دارای بیش از ۲٫۴ میلیون مشتری است و به‌عنوان ششمین بانک بزرگ کانادا شناخته می‌شود.
شعبه مرکزی این بانک در شهر مونترآل، استان کبک قرار دارد و بخشی از سهام آن در بازار بورس تورنتو معامله می‌شود. در سال ۲۰۱۱ بانک ملی کانادا از سوی بلومبرگ به‌عنوان قوی‌ترین بانک آمریکای شمالی معرفی شد.